# Jondal
Jondal es un municipio de la provincia de Hordaland, Noruega. Su centro administrativo es la localidad de Jondal.

## Evolución administrativa
El municipio ha sufrido los siguientes cambios:
| Año  | Cambio territorial                                                                               | Población |
| ---- | ------------------------------------------------------------------------------------------------ | --------- |
| 1863 | Conformación del municipio tras la separación de Strandebarm.                                    | 1663      |
| 1965 | La sección noroeste del Fiordo de Hardanger es transferida a Kvam y Kysnesstranda pasa a Jondal. |           |
| 2013 | El suroeste de la península de Folgefonna es trasferida a Kvinnherad.                            |           |

## Etimología
El nombre deriva del valle Jondalen, donde se asienta la localidad homónima. El origen de la denominación proviene del nórdico antiguo Jónardalr. El primer elemento es el nombre de un viejo río llamado Jón (ahora se llama Jondalselvi) y el último elemento es dalr que significa «valle». El significado del río se desconoce.

## Geografía
Jondal se localiza en el lado sureste del Fiordo de Hardanger en la península de Folgefonna. Está rodeado por el glaciar Folgefonna. El lago Juklavatnet se ubica en el límite con el municipio de Kvinnherad. Un túnel del 10 km une Jondal con Mauranger.

## Política
El municipio se encarga de la educación primaria, asistencia sanitaria, atención a la tercera edad, desempleo, servicios sociales, desarrollo económico, y mantención de caminos locales.

### Concejo municipal
El concejo municipal (Kommunestyre) tiene 17 representantes que son elegidos cada 4 años y estos eligen a un alcalde. Estos son:
Jondal Kommunestyre 2015–2019
| Partido                               | Número de representantes |
| ------------------------------------- | ------------------------ |
| Partido Laborista Noruego             | 4                        |
| Partido Demócrata Cristiano (Noruega) | 2                        |
| Partido de Centro (Noruega)           | 8                        |
| Høyre                                 | 3                        |

## Residentes famosos
- La cantante y actriz Herborg Kråkevik es de Jondal.
- Bjørg Hope Galtung fue el alcalde de Jondal 1979 hasta 1993, dejándolo solo para sentarse en el Parlamento nacional.